# Kobben, Nagu
Kobben är en ö nära Skäriråsen i Nagu,  Finland. Den ligger i Skärgårdshavet eller Norra Östersjön i Pargas stad i den ekonomiska regionen  Åboland i landskapet Egentliga Finland, i den sydvästra delen av landet. Ön ligger omkring 4 kilometer öster om Skäriråsen, 43 kilometer söder om Nagu kyrka, 75 kilometer söder om Åbo och omkring 180 kilometer väster om Helsingfors. Närmaste allmänna förbindelse är förbindelsebryggan vid Borstö som trafikeras av M/S Nordep. Kobben ligger 6 meter över havet. Den ligger på ön Gråskären.
Öns area är 2,1 hektar och dess största längd är 240 meter i öst-västlig riktning.  Det finns inga samhällen i närheten.